# Singer Ábrahám
Singer Ábrahám (1849 – Budapest, Józsefváros, 1914. január 4.) várpalotai főrabbi.

## Élete
Singer Peszách rabbi és Lőwy Fanni fiaként született. Várpalotán működött évtizedeken keresztül. Fia, Singer Leó követte a rabbiszékben.

## Művei
Singer gazdag irodalmi munkásságot fejtett ki. Önálló kötetei a következők voltak:
- Paris, Braunschweig, Arad – a mű a XIX. sz.-i zsidó reformmozgalmak történetét világítja meg.
- Materialien zur Geschichte der Juden in Ungarn című művében a magyar zsidóság történetéhez 1791-1825 közti időkről nyújt értékes anyagot.
- Ugyancsak értékes adatokat tartalmaz Chronik der Juden in Ungarn c. műve.
- A Magyar Rabbik és községek története (2 kötetben, kiadatlan).
- A várpalotai zsidók története.
- Várpalotai izraelita hitközség története. I. rész. Palota város történetéből. Várpalota, 1921.
- Hamadrich.

Emellett kiadta a Magyar Zsidó Levéltár című gyűjteményt.